# Léo Anguenot
Léo Anguenot (ur. 25 sierpnia 1998 w Annecy) – francuski narciarz alpejski.

## Kariera
Po raz pierwszy na arenie międzynarodowej pojawił się 11 grudnia 2014 roku w Val Thorens, gdzie w zawodach FIS zajął 57. miejsce w gigancie. W 2016 roku wystartował na igrzyskach olimpijskich młodzieży w Lillehammer, gdzie był piętnasty w slalomie, osiemnasty w supergigancie i siódmy drużynowo. Był też między innymi piąty w gigancie na mistrzostwach świata juniorów w Val di Fassa w 2019 roku.
W zawodach Pucharu Świata zadebiutował 12 stycznia 2019 roku w Adelboden, gdzie nie zakwalifikował się do pierwszego przejazdu giganta. Pierwsze pucharowe punkty wywalczył 7 stycznia 2023 roku w tej samej miejscowości, zajmując 16. miejsce w gigancie. Na podium zawodów tego cyklu pierwszy raz stanął 22 grudnia 2024 roku w Alta Badia, kończąc rywalizację w gigancie na drugiej pozycji. W zawodach tych rozdzielił Szwajcara Marco Odermatta i Norwega Alexandra Steena Olsena.
Podczas mistrzostw świata w Courchevel/Méribel w 2023 roku zajął siódme miejsce w zawodach drużynowych. Indywidualnie zajął 24. miejsce w gigancie i 29. w slalomie.

## Osiągnięcia

### Mistrzostwa świata
| Miejsce | Dzień     | Rok  | Miejscowość        | Konkurencja      | Czas biegu | Strata | Zwycięzca            |
| ------- | --------- | ---- | ------------------ | ---------------- | ---------- | ------ | -------------------- |
| 7.      | 14 lutego | 2023 | Courchevel/Méribel | Drużynowo        | –          | –      | Stany Zjednoczone    |
| 24.     | 17 lutego | 2023 | Courchevel/Méribel | Gigant           | 2:34,08    | +5,01  | Marco Odermatt       |
| 29.     | 19 lutego | 2023 | Courchevel/Méribel | Slalom           | 1:39,50    | +2,94  | Henrik Kristoffersen |
| 8.      | 4 lutego  | 2025 | Saalbach           | Zawody drużynowe | –          | –      | Włochy               |
| 15.     | 14 lutego | 2025 | Saalbach           | Gigant           | 2:39,71    | +1,49  | Raphael Haaser       |

### Mistrzostwa świata juniorów
| Miejsce | Dzień     | Rok  | Miejscowość  | Konkurencja | Czas biegu | Strata | Zwycięzca      |
| ------- | --------- | ---- | ------------ | ----------- | ---------- | ------ | -------------- |
| 8.      | 6 lutego  | 2018 | Davos        | Gigant      | 1:39,47    | +2,53  | Marco Odermatt |
| DNF1    | 7 lutego  | 2018 | Davos        | Slalom      | 1:45,31    | -      | Clément Noël   |
| 5.      | 25 lutego | 2019 | Val di Fassa | Gigant      | 1:57,96    | +1,50  | River Radamus  |
| DNF2    | 26 lutego | 2019 | Val di Fassa | Slalom      | 1:46,52    | -      | Alex Vinatzer  |

### Puchar Świata

#### Miejsca w klasyfikacji generalnej
- sezon 2022/2023: 130.
- sezon 2023/2024: 73.
- sezon 2024/2025:

#### Miejsca na podium w zawodach
1. Alta Badia – 22 grudnia 2024 (gigant) - 2. miejsce